# Johann von Pack
Johann von Pack (* vor 1480; † zwischen 1508 und 1510) war ein promovierter Jurist und Rat des albertinischen Herzogs Georg des Bärtigen von Sachsen. 

## Leben
Er stammte aus dem Adelsgeschlecht von Pack, das in der Pflege Delitzsch ansässig war. Neben Besitz in der Amtsstadt Delitzsch verfügte Johann von Pack über mehrere Rittergüter, so in Döbernitz und Selben. 
Sein Sohn Otto von Pack wurde wie er Rat des Herzogs Georg von Sachsen und verstrickte sich in den Packschen Händel.
Weitere Söhne waren Philipp, Hans und Hermann von Pack.